# Josip Valčić
Josip Valčić (Zára, 1984. április 21. –) világbajnoki és Európa-bajnoki ezüstérmes horvát válogatott kézilabdázó. Testvére, Tonči Valčić szintén válogatott kézilabdázó.

## Pályafutása

### Klubcsapatokban
Josčić Valčić pályafutását a spliti Brodomerkur csapatában kezdte, onnan szerződött 2001-ben az RK Zagrebhez, ahol több bajnoki címet is szerzett. A 2010-11-es szezont megelőzően a német élvonalbeli VfL Gummersbach csapatában folytatta pályafutását. Az RK Splittel a 2001-2002-es idényben az EHF-kupában játszott, míg az RK Zagrebbel a Bajnokok Ligájában és a KEK-ben is pályára léphetett. 

### A válogatottban
A horvát válogatottban 30 mérkőzésen huszonnégy gólt szerzett. A 2008-as Európa-bajnokságon ezüstérmet szerzett és ő volt a horvát csapat legeredményesebb játékosa.
2010. június 10-én egy barátságos mérkőzésen súlyos sérülést okozott Karol Bieleckinek, aki két műtét után is csak különleges védőszemüvegben tudta folytatni pályafutását, miután súlyosan károsodott a látása.